# خشک (قائنات)
خُشک روستایی در دهستان سده بخش سده شهرستان قائنات استان خراسان جنوبی ایران است. بر پایه سرشماری عمومی نفوس و مسکن در سال ۱۳۹۰ جمعیت این روستا ۶۵۳ نفر (در ۲۹۲ خانوار) بوده‌است.